# Стародеревенская волость
Стародеревенская волость — одна из 17 волостей Петроградского (до 1914 года Санкт-Петербургского) уезда одноимённой губернии. Вместе с Московской и Полюстровской волостями входила в пояс уездных территорий, непосредственно граничивших с городом, составляя тем самым ближайший резерв его территориального роста. Располагалась в северо-восточном квадранте ближайших пригородных территорий столицы.
Водная граница волости начиналась в пределах города на правому берегу Большой Невки, продолжаясь по северному берегу Маркизовой лужи до Лисьего Носа, и далее уже вне Невской губы до соприкосновения с границей Сестрорецкой волости перед Тарховкой. Сухопутная граница волости в северной части шла на расстоянии 10-15 километров от берега — с Сестрорецкой волостью на западном и Парголовской волостью на восточном своём отрезке. Близ Коломяг, в пределах Новодеревенского пригородного участка граница волости принимала меридиональное направление. Здесь северным соседом Стародеревенской волости были Муринская волость на северном и Полюстровская волость на южном отрезке.
Административный центр волости находился в Новой Деревне.
Из станового деления уезда Стародеревенская волость была изъята, находясь в непосредственном ведении городского полицейского управления столицы. 
По данным на 1890 год крестьянские наделы в волости составляли 3290 десятин. В 13 селениях волости насчитывался 681 двор, где проживало 3050 душ обоего пола, в том числе 1459 мужчин и 1591 женщина. Число некрестьянских дворов в волости — более 220.

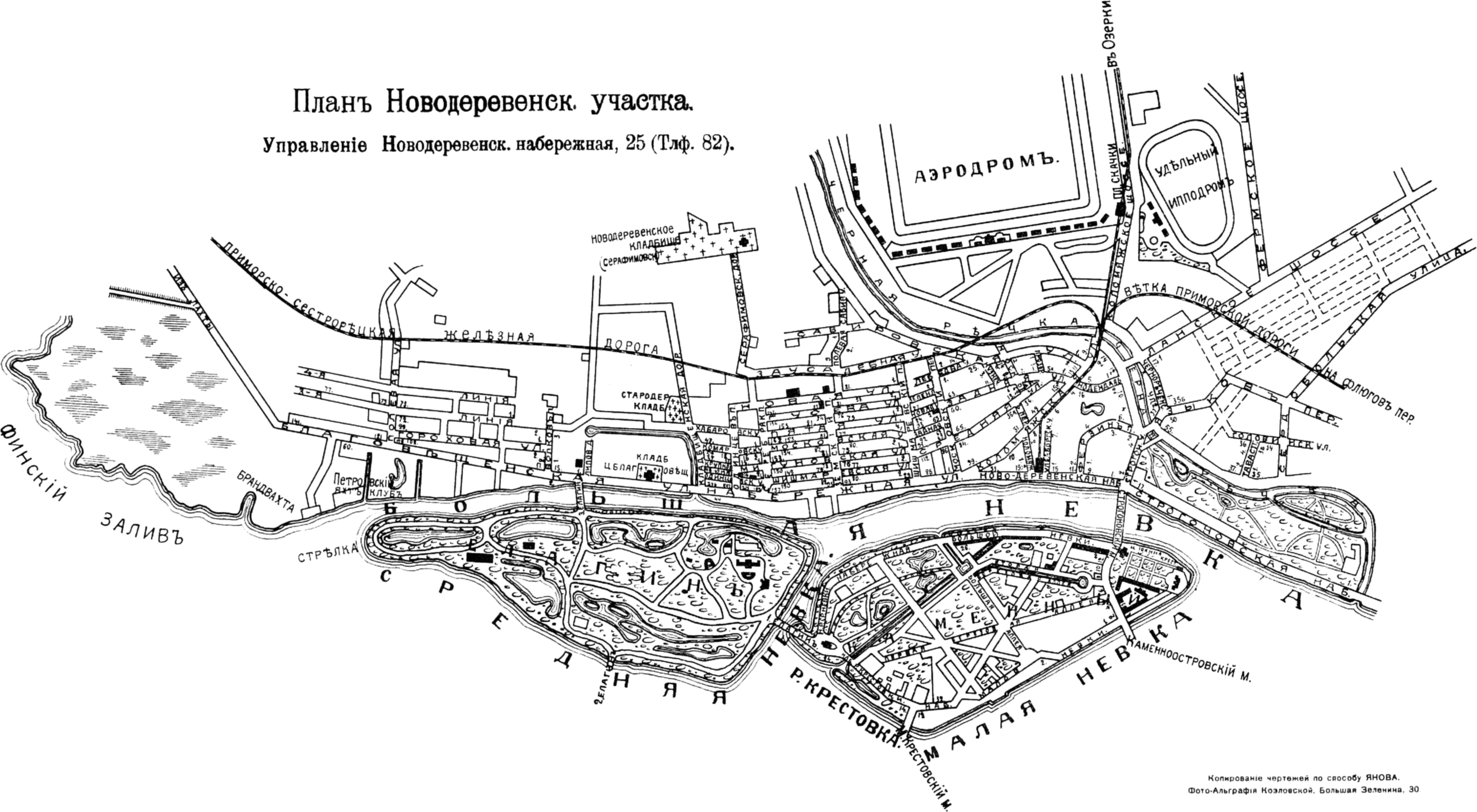
Новодеревенский пригородный участок — восточная часть Стародеревенской волости